# プリヤ・バヴァニ・シャンカール
プリヤ・バヴァニ・シャンカール（Priya Bhavani Shankar）は、インドの女優、テレビ司会者。代表作には『Meyaadha Maan』『Kadaikutty Singam』がある。

## キャリア
タミル語ニュース番組「Puthiya Thalaimurai」の司会者として知名度を上げ、スター・ヴィジャイのテレビシリーズ『Kalyanam Mudhal Kadhal Varai』では女優として出演した。2017年に『Meyaadha Maan』で映画デビューした。2018年に『Kadaikutty Singam』でカールティと共演し、2019年には『Monster』でS・J・スーリヤーと共演している。2020年に『Mafia: Chapter 1』でアルン・ヴィジャイと共演し、同年にはAmazonプライム・ビデオの『Time Enna Boss』にも出演している。

## フィルモグラフィ

### 映画
- Meyaadha Maan（2017年）[10]
- Kadaikutty Singam（2018年）[6]
- Monster（2019年）[11]
- Mafia: Chapter 1（2020年）[12]

### ウェブシリーズ
- Time Enna Boss（2020年）[13]

### テレビ
- Kalyanam Mudhal Kadhal Varai（2014年-2016年）[14][15]
- Jodi Number One（2015年）[16]
- Airtel Super Singer 5（2015年-2016年）
- Kings of Dance（2016年）